# Under My Eyelids
Under My Eyelids – trzeci studyjny album polskiej grupy muzycznej Via Mistica. Wydany został w 2006 nakładem Metal Mind Productions.

## Lista utworów
1. "Into The Night" - 02:02
2. "Dream I: Under My Eyelids" - 05:32
3. "Never" - 01:10
4. "Dream II: Edge of Light" - 04:58
5. "Dream III: My Eternal Home" - 04:49
6. "Dream IV: Secret" - 04:06
7. "Dream V: Beside You" - 03:13
8. "Dream VI: Fairy Tale" - 03:02
9. "Dream VII: She's Dead" - 04:28
10. "Fearless" - 01:27
11. "Dream VIII: Manolis" - 05:23
12. "Dream IX: Danse Macabre" - 05:09
13. "Dream X: Parallel Mind" - 04:23
14. "Dream XI: Believe" - 03:59
15. "Dream XII: Reflected in My Last Tear" - 03:25